# میلوش کولاکوویچ
میلوش کولاکوویچ (سیریلیک صربی: Милош Колаковић؛ متولد ۲۵ ژوئن ۱۹۷۴) بازیکن فوتبال سابق اهل صربستان است که در پست مهاجم بازی می‌کرد.

## حرفه باشگاهی
کولاکوویچ پس از بازی برای وژدوواچ در لیگ صربستان بلگراد، از کشور آلمان خارج شد و در پنجره نقل و انتقالات زمستانی ۱۹۹۶ به باشگاهی در لیگ منطقه ای صربستان به نام اینتراخت براونشویگ پیوست. او در عرض دو فصل و نیم حضورش در این تیم، ۸۰ بازی در لیگ انجام داد و ۴۰ گل به ثمر رساند و او را در تابستان ۱۹۹۸ به آرمینیا بیلفلد در بوندسلیگا ۲ رساند. وی پس از اتمام نیم فصل به اینتراخت براونشویگ بازگشت و دو و نیم فصل دیگر را هم در این باشگاه گذراند.
در تابستان ۲۰۰۱، کولاکوویچ به سرزمین مادری خود بازگشت و با او اف کی بئوگراد قرارداد بست. او ۸۵ بازی انجام داد و ۲۱ گل در سوپر لیگ صربستان و مونته‌نگرو به ثمر رساند و با عملکرد خوبش به این تیم در کسب مقام قهرمانی کمک کرد. سپس برای دومین بار به خارج از کشور رفت و این بار در نقل و انتقالات زمستانی ۲۰۰۵ به دبرتسنی مجارستان ملحق شد. و در طول پنجره نقل و انتقالات زمستانی ۲۰۰۶، کولاکوویچ برای بار دوم به سرزمین خود بازگشت و به رادنیشکی نایش (ردنیکا نیس) پیوست.

## حرفه بین‌المللی
کولاکوویچ سه بار برای تیم‌های صربستان و مونته‌نگرو به میدان رفت و اولین بازی ملی خود را در تساوی ۱–۱ دوستانه مقابل ایرلند شمالی در ویندزور پارک در آوریل ۲۰۰۴ انجام داد در شرایطی که دوماه دیگر تولد ۳۰ سالگی او بود. او همچنین کاپیتان تیم ملی صربستان و مونته‌نگرو در جام کیرین در ژوئیه ۲۰۰۴ بود.

## آمارهای شغلی
| باشگاه             | فصل       | لیگ      | لیگ   |
| باشگاه             | فصل       | برنامه‌ها | اهداف |
| ------------------ | --------- | -------- | ----- |
| وودوواک            | ۱۹۹۳–۹۴   |          |       |
| وودوواک            | ۱۹۹۴–۹۵   |          |       |
| وودوواک            | ۱۹۹۵–۹۶   |          |       |
| اینتراخت براونشویگ | ۱۹۹۵–۹۶   | ۱۶       | ۳     |
| اینتراخت براونشویگ | ۱۹۹۶–۹۷   | ۳۱       | ۱۹    |
| اینتراخت براونشویگ | ۱۹۹۷–۹۸   | ۳۳       | ۱۸    |
| آرمینیا بیلفلد     | ۱۹۹۸–۱۹۹۹ | ۸        | ۰     |
| اینتراخت براونشویگ | ۱۹۹۸–۱۹۹۹ | ۷        | ۳     |
| اینتراخت براونشویگ | ۱۹۹۹–۲۰۰۰ | ۲۸       | ۶     |
| اینتراخت براونشویگ | ۲۰۰۰–۰۱   | ۲۱       | ۱     |
| او اف کی بلگراد    | ۲۰۰۱–۲۰۰۲ | ۲۳       | ۸     |
| او اف کی بلگراد    | ۲۰۰۲–۰۳   | ۲۵       | ۷     |
| او اف کی بلگراد    | ۲۰۰۳–۰۴   | ۲۶       | ۶     |
| او اف کی بلگراد    | ۲۰۰۴–۰۵   | ۱۱       | ۰     |
| دبرسن              | ۲۰۰۴–۰۵   | ۶        | ۰     |
| رادنیسکی نیش       | ۲۰۰۵–۰۶   |          |       |
| وودوواک            | ۲۰۰۶–۰۷   | ۲۳       | ۷     |
| نیاسلامیس          | ۲۰۰۷–۰۸   | ۶        | ۰     |
| بشانیجا            | ۲۰۰۷–۰۸   | ۱۳       | ۲     |
| مجموع کل           | مجموع کل  | ۲۷۷      | ۸۰    |

## افتخارات
دبرتسنی
- لیگ دسته اول مجارستان: ۰۵–۲۰۰۴